# Salisbury (Australia Meridionale)
Salisbury è un sobborgo di Adelaide, in Australia Meridionale; esso si trova 25 chilometri a nord del centro cittadino ed è la sede della Città di Salisbury. Al censimento del 2006 contava 6.846 abitanti.

## parchi
Baltimore Reserve 
Dry Creek Linear Park